# Liste der Mitglieder des Repräsentantenhauses im 117. Kongress der Vereinigten Staaten
- Dem.: 221
- noch offen: 5
- Rep.: 209

Sitzverteilung im Repräsentantenhaus des 117. Kongresses nach Wahlkreisen. Kräftige Farben: Übernahme bzw. Hinzugewinn durch die jeweilige Partei.

Der 117. Kongress der Vereinigten Staaten wurde am 3. November 2020 gewählt und konstituierte sich am 3. Januar 2021. Die Demokratische Partei konnte ihre Mehrheit im Repräsentantenhaus der Vereinigten Staaten verteidigen, musste jedoch Verluste hinnehmen.

## Änderungen während der Legislaturperiode
- Louisiana, 2. Kongresswahlbezirk
  - Cedric Richmond (Demokratische Partei) trat am 15. Januar 2021 zurück, um Senior Advisor des Präsidenten Joe Biden zu werden. Der Gouverneur von Louisiana, John Bel Edwards, legte den Nachwahltermin auf den 20. März 2021.[3] Dort konnte sich keiner der Kandidierenden durchsetzen; bei der Stichwahl am 24. April 2021 gelang dies Troy Carter (Demokratische Partei).[4]
- Texas, 6. Kongresswahlbezirk
  - Ron Wright (Republikanische Partei) ist am 7. Februar 2021 verstorben.[5] Die Nachwahl fand am 1. Mai 2021 statt. Dort konnte sich kein Kandidat durchsetzen, so dass eine Stichwahl am 27. Juli 2021 stattfand. Jake Ellzey (Republikanische Partei) setzte sich hierbei durch.[6]
- Ohio, 11. Kongresswahlbezirk
  - Marcia Fudge (Demokratische Partei) trat am 10. März 2021 zurück, um als Ministerin für Wohnungsbau und Stadtentwicklung im Kabinett Biden zu arbeiten. Die Nachwahl für ihren Sitz fand am 2. November 2021 statt.[7] Shontel Brown (Demokratische Partei) setzte sich mit 78,8 % der abgegebenen Stimmen durch und wurde die Nachfolgerin von Fudge.[8]
- New Mexico, 1. Kongresswahlbezirk
  - Deb Haaland (Demokratische Partei) wurde am 16. März 2021 als Innenministerin im Kabinett Biden vereidigt. Ihren Sitz im Repräsentantenhaus verließ sie kurz zuvor durch Rücktritt, um das neue Amt antreten zu können. Die Nachwahl wurde am 1. Juni 2021 durchgeführt.[9] Melanie Stansbury (Demokratische Partei) setzte sich hierbei durch.[10]
- Florida, 20. Kongresswahlbezirk
  - Alcee Hastings (Demokratische Partei) verstarb am 6. April 2021. In der Nachwahl am 11. Januar 2022 gewann die Kandidatin der Demokratischen Partei Sheila Cherfilus-McCormick.[11]
- Ohio, 15. Kongresswahlbezirk
  - Steve Stivers (Republikanische Partei) trat am 16. Mai 2021 zurück, um Präsident der Handelskammer von Ohio zu werden.[12] Die Nachwahl wurde für den 2. November 2021 terminiert. Mike Carey (Republikanische Partei) setzte sich hierbei durch und trat die Nachfolge von Stivers an.[13]
- Kalifornien, 22. Kongresswahlbezirk
  - Devin Nunes (Republikanische Partei) trat zum 1. Januar 2022 zurück, um CEO der Trump Media & Technology Group zu werden. In der Nachwahl am 7. Juni 2022 gewann die Kandidatin der Republikanischen Partei Connie Conway.[14]
- Minnesota, 1. Kongresswahlbezirk
  - Jim Hagedorn (Republikanische Partei) verstarb am 17. Februar 2022 an den Folgen eines Nierentumors. In der Nachwahl am 8. August 2022 gewann der Kandidat der Republikanischen Partei Brad Finstad.[15]
- Alaska, Kongresswahlbezirk At-Large
  - Don Young (Republikanische Partei) verstarb am 18. März 2022. In der Nachwahl am 16. August 2022 gewann die Kandidatin der Demokratischen Partei Mary Peltola.[16]
- Nebraska, 1. Kongresswahlbezirk
  - Jeff Fortenberry (Republikanische Partei) trat mit Wirkung zum 31. März 2022 zurück, nachdem er wegen einer Verletzung der Wahlkampffinanzierungsregeln verurteilt worden war. In der Nachwahl am 28. Juli 2022 gewann der Kandidat der Republikanischen Partei Mike Flood.[17]
- Texas, 34. Kongresswahlbezirk
  - Filemon Vela junior (Demokratische Partei) trat zum 31. März 2022 zurück, um einer bekannten Rechtsanwaltskanzlei beizutreten. In der Nachwahl am 14. Juni 2022 gewann die Kandidatin der Republikanischen Partei Mayra Flores.[18]
- New York, 19. Kongressbezirk
  - Antonio Delgado (Demokratischen Partei) trat zum 25. Mai 2022 zurück, um Vizegouverneur von New York zu werden. In der Nachwahl am 23. August 2022 gewann der Kandidat der Demokratischen Partei Pat Ryan.[19]
- New York, 23. Kongressbezirk
  - Tom Reed (Republikanische Partei) trat zum 10. Mai 2022 nach Vorwürfen sexuellen Fehlverhaltens zurück. In der Nachwahl am 23. August 2022 gewann der Kandidat der Republikanischen Partei Joe Sempolinski.[20]
- Florida, 13. Kongressbezirk
  - Charlie Crist (Demokratischen Partei) trat zum 31. August 2022 zurück, um sich ganz auf seine Kandidatur zum Gouverneur von Florida zu konzentrieren. Der Sitz blieb bis zum Ende dieses Kongresses vakant.

## Liste der Abgeordneten
Alabama
1. Jerry Carl (R)
2. Barry Moore (R)
3. Mike D. Rogers (R)
4. Robert Aderholt (R)
5. Mo Brooks (R)
6. Gary Palmer (R)
7. Terri Sewell (D)

Alaska
1. Don Young (R) (bis 18. März 2022)
2. Mary Peltola (D) (seit 13. September 2022)

Arizona
1. Tom O’Halleran (D)
2. Ann Kirkpatrick (D)
3. Raúl Grijalva (D)
4. Paul Gosar (R)
5. Andy Biggs (R)
6. David Schweikert (R)
7. Ruben Gallego (D)
8. Debbie Lesko (R)
9. Greg Stanton (D)

Arkansas
1. Rick Crawford (R)
2. French Hill (R)
3. Steve Womack (R)
4. Bruce Westerman (R)

Colorado
1. Diana DeGette (D)
2. Joe Neguse (D)
3. Lauren Boebert (R)
4. Ken Buck (R)
5. Doug Lamborn (R)
6. Jason Crow (D)
7. Ed Perlmutter (D)

Connecticut
1. John Larson (D)
2. Joe Courtney (D)
3. Rosa DeLauro (D)
4. Jim Himes (D)
5. Jahana Hayes (D)

Delaware
1. Lisa Blunt Rochester (D)

Florida
1. Matt Gaetz (R)
2. Neal Dunn (R)
3. Kat Cammack (R)
4. John Rutherford (R)
5. Al Lawson (D)
6. Michael Waltz (R)
7. Stephanie Murphy (D)
8. Bill Posey (R)
9. Darren Soto (D)
10. Val Demings (D)
11. Daniel Webster (R)
12. Gus Bilirakis (R)
13. Charlie Crist (D) (bis 31. August 2022)
14. Kathy Castor (D)
15. Scott Franklin (R)
16. Vern Buchanan (R)
17. Greg Steube (R)
18. Brian Mast (R)
19. Byron Donalds (R)
20. Alcee Hastings (D) (bis 6. April 2021)
21. Sheila Cherfilus-McCormick (D) (seit 18. Januar 2022)
22. Lois Frankel (D)
23. Ted Deutch (D) (bis 18. März 2022)
24. Debbie Wasserman Schultz (D)
25. Frederica Wilson (D)
26. Mario Diaz-Balart (R)
27. Carlos A. Giménez (R)
28. Maria Elvira Salazar (R)

Georgia
1. Buddy Carter (R)
2. Sanford Bishop (D)
3. Drew Ferguson (R)
4. Hank Johnson (D)
5. Nikema Williams (D)
6. Lucy McBath (D)
7. Carolyn Bourdeaux (D)
8. Austin Scott (R)
9. Andrew Clyde (R)
10. Jody Hice (R)
11. Barry Loudermilk (R)
12. Rick W. Allen (R)
13. David Scott (D)
14. Marjorie Taylor Greene (R)

Hawaii
1. Ed Case (D)
2. Kai Kahele (D)

Idaho
1. Russ Fulcher (R)
2. Mike Simpson (R)

Illinois
1. Bobby L. Rush (D)
2. Robin Kelly (D)
3. Marie Newman (D)
4. Chuy García (D)
5. Michael Quigley (D)
6. Sean Casten (D)
7. Danny K. Davis (D)
8. Raja Krishnamoorthi (D)
9. Jan Schakowsky (D)
10. Brad Schneider (D)
11. Bill Foster (D)
12. Mike Bost (R)
13. Rodney L. Davis (R)
14. Lauren Underwood (D)
15. Mary E. Miller (R)
16. Adam Kinzinger (R)
17. Cheri Bustos (D)
18. Darin LaHood (R)

Indiana
1. Frank J. Mrvan (D)
2. Jackie Walorski (R) (bis 3. August 2022)
3. Rudy Yakym (seit 14. November 2022)
4. Jim Banks (R)
5. Jim Baird (R)
6. Victoria Spartz (R)
7. Greg Pence (R)
8. André Carson (D)
9. Larry Bucshon (R)
10. Trey Hollingsworth (R)

Iowa
1. Ashley Hinson (R)
2. Mariannette Miller-Meeks (R)
3. Cindy Axne (D)
4. Randy Feenstra (R)

Kalifornien
1. Doug LaMalfa (R)
2. Jared Huffman (D)
3. John Garamendi (D)
4. Tom McClintock (R)
5. Mike Thompson (D)
6. Doris Matsui (D)
7. Ami Bera (D)
8. Jay Obernolte (R)
9. Jerry McNerney (D)
10. Josh Harder (D)
11. Mark DeSaulnier (D)
12. Nancy Pelosi (D)
13. Barbara Lee (D)
14. Jackie Speier (D)
15. Eric Swalwell (D)
16. Jim Costa (D)
17. Ro Khanna (D)
18. Anna Eshoo (D)
19. Zoe Lofgren (D)
20. Jimmy Panetta (D)
21. David Valadao (R) (bis 1. Januar 2022)
22. Devin Nunes (R) (seit 14. Juni 2022)
23. Connie Conway (R)
24. Kevin McCarthy (R)
25. Salud Carbajal (D)
26. Mike Garcia (R)
27. Julia Brownley (D)
28. Judy Chu (D)
29. Adam Schiff (D)
30. Tony Cardenas (D)
31. Brad Sherman (D)
32. Pete Aguilar (D)
33. Grace Napolitano (D)
34. Ted Lieu (D)
35. Jimmy Gomez (D)
36. Norma Torres (D)
37. Raul Ruiz (D)
38. Karen Bass (D)
39. Linda Sánchez (D)
40. Young Kim (R)
41. Lucille Roybal-Allard (D)
42. Mark Takano (D)
43. Ken Calvert (R)
44. Maxine Waters (D)
45. Nanette Barragán (D)
46. Katie Porter (D)
47. Lou Correa (D)
48. Alan Lowenthal (D)
49. Michelle Steel (R)
50. Mike Levin (D)
51. Darrell Issa (R)
52. Juan Vargas (D)
53. Scott Peters (D)
54. Sara Jacobs (D)

Kansas
1. Tracey Mann (R)
2. Jake LaTurner (R)
3. Sharice Davids (D)
4. Ron Estes (R)

Kentucky
1. James Comer (R)
2. Brett Guthrie (R)
3. John Yarmuth (D)
4. Thomas Massie (R)
5. Hal Rogers (R)
6. Andy Barr (R)

Louisiana
1. Steve Scalise (R)
2. Cedric Richmond (D) (bis 15. Januar 2021)
3. Troy Carter (D) (ab 11. Mai 2021)
4. Clay Higgins (R)
5. Mike Johnson (R)
6. Julia Letlow (R) (seit 14. April 2022)[21]
7. Garret Graves (R)

Maine
1. Chellie Pingree (D)
2. Jared Golden (D)

Maryland
1. Andrew P. Harris (R)
2. Dutch Ruppersberger (D)
3. John Sarbanes (D)
4. Anthony G. Brown (D)
5. Steny Hoyer (D)
6. David Trone (D)
7. Kweisi Mfume (D)
8. Jamie Raskin (D)

Massachusetts
1. Richard Neal (D)
2. Jim McGovern (D)
3. Lori Trahan (D)
4. Jake Auchincloss (D)
5. Katherine Clark (D)
6. Seth Moulton (D)
7. Ayanna Pressley (D)
8. Stephen Lynch (D)
9. William R. Keating (D)

Michigan
1. Jack Bergman (R)
2. Bill Huizenga (R)
3. Peter Meijer (R)
4. John Moolenaar (R)
5. Dan Kildee (D)
6. Fred Upton (R)
7. Tim Walberg (R)
8. Elissa Slotkin (D)
9. Andy Levin (D)
10. Lisa McClain (R)
11. Haley Stevens (D)
12. Debbie Dingell (D)
13. Rashida Tlaib (D)
14. Brenda Lawrence (D)

Minnesota
1. Jim Hagedorn (R) (bis 17. Februar 2022)
2. Brad Finstad (R) (seit 12. August 2022)
3. Angie Craig (D)
4. Dean Phillips (D)
5. Betty McCollum (D)
6. Ilhan Omar (D)
7. Tom Emmer (R)
8. Michelle Fischbach (R)
9. Pete Stauber (R)

Mississippi
1. Trent Kelly (R)
2. Bennie Thompson (D)
3. Michael Guest (R)
4. Steven Palazzo (R)

Missouri
1. Cori Bush (D)
2. Ann Wagner (R)
3. Blaine Luetkemeyer (R)
4. Vicky Hartzler (R)
5. Emanuel Cleaver (D)
6. Sam Graves (R)
7. Billy Long (R)
8. Jason T. Smith (R)

Montana
1. Matt Rosendale (R)

Nebraska
1. Jeff Fortenberry (R) (bis 31. März 2022)
2. Mike Flood (R) (seit 12. Juli 2022)
3. Don Bacon (R)
4. Adrian M. Smith (R)

Nevada
1. Dina Titus (D)
2. Mark Amodei (R)
3. Susie Lee (D)
4. Steven Horsford (D)

New Hampshire
1. Chris Pappas (D)
2. Ann McLane Kuster (D)

New Jersey
1. Donald Norcross (D)
2. Jeff Van Drew (R)
3. Andy Kim (D)
4. Chris Smith (R)
5. Josh Gottheimer (D)
6. Frank Pallone (D)
7. Tom Malinowski (D)
8. Albio Sires (D)
9. Bill Pascrell (D)
10. Donald Payne Jr. (D)
11. Mikie Sherrill (D)
12. Bonnie Watson Coleman (D)

New Mexico
1. Deb Haaland (D) (bis 16. März 2021)
2. Melanie Stansbury (D) (seit 14. Juni 2021)
3. Yvette Herrell (R)
4. Teresa Leger Fernandez (D)

New York
1. Lee Zeldin (R)
2. Andrew Garbarino (R)
3. Thomas Suozzi (D)
4. Kathleen Rice (D)
5. Gregory Meeks (D)
6. Grace Meng (D)
7. Nydia Velázquez (D)
8. Hakeem Jeffries (D)
9. Yvette Clarke (D)
10. Jerrold Nadler (D)
11. Nicole Malliotakis (R)
12. Carolyn B. Maloney (D)
13. Adriano Espaillat (D)
14. Alexandria Ocasio-Cortez (D)
15. Ritchie Torres (D)
16. Jamaal Bowman (D)
17. Mondaire Jones (D)
18. Sean Patrick Maloney (D)
19. Antonio Delgado (D) (bis 25. Mai 2022)
20. Pat Ryan (D) (seit 13. September 2022)
21. Paul Tonko (D)
22. Elise Stefanik (R)
23. Claudia Tenney (R)
24. Tom Reed (R) (bis 10. Mai 2022)
25. Joe Sempolinski (R) (seit 13. September 2022)
26. John Katko (R)
27. Joseph D. Morelle (D)
28. Brian Higgins (D)
29. Christopher Jacobs (R)

North Carolina
1. G. K. Butterfield (D)
2. Deborah Ross (D)
3. Greg Murphy (R)
4. David Price (D)
5. Virginia Foxx (R)
6. Kathy Manning (D)
7. David Rouzer (R)
8. Richard Hudson (R)
9. Dan Bishop (R)
10. Patrick McHenry (R)
11. Madison Cawthorn (R)
12. Alma Adams (D)
13. Ted Budd (R)

North Dakota
1. Kelly Armstrong (R)

Ohio
1. Steve Chabot (R)
2. Brad Wenstrup (R)
3. Joyce Beatty (D)
4. Jim Jordan (R)
5. Bob Latta (R)
6. Bill Johnson (R)
7. Bob Gibbs (R)
8. Warren Davidson (R)
9. Marcy Kaptur (D)
10. Mike Turner (R)
11. Marcia Fudge (D) (bis 25. Mai 2021)
12. Shontel Brown (D) (seit 4. November 2021)
13. Troy Balderson (R)
14. Tim Ryan (D)
15. David Joyce (R)
16. Steve Stivers (R) (bis 16. Mai 2021)
17. Mike Carey (R) (seit 4. November 2021)
18. Anthony Gonzalez (R)

Oklahoma
1. Kevin Hern (R)
2. Markwayne Mullin (R)
3. Frank Lucas (R)
4. Tom Cole (R)
5. Stephanie Bice (R)

Oregon
1. Suzanne Bonamici (D)
2. Cliff Bentz (R)
3. Earl Blumenauer (D)
4. Peter DeFazio (D)
5. Kurt Schrader (D)

Pennsylvania
1. Brian Fitzpatrick (R)
2. Brendan Boyle (D)
3. Dwight Evans (D)
4. Madeleine Dean (D)
5. Mary Gay Scanlon (D)
6. Chrissy Houlahan (D)
7. Susan Wild (D)
8. Matt Cartwright (D)
9. Dan Meuser (R)
10. Scott Perry (R)
11. Lloyd Smucker (R)
12. Fred Keller (R)
13. John Joyce (R)
14. Guy Reschenthaler (R)
15. Glenn Thompson (R)
16. Mike Kelly (R)
17. Conor Lamb (D)
18. Michael F. Doyle (D)

Rhode Island
1. David Cicilline (D)
2. James Langevin (D)

South Carolina
1. Nancy Mace (R)
2. Joe Wilson (R)
3. Jeff Duncan (R)
4. William Timmons (R)
5. Ralph Norman (R)
6. Jim Clyburn (D)
7. Tom Rice (R)

South Dakota
1. Dusty Johnson (R)

Tennessee
1. Diana Harshbarger (R)
2. Tim Burchett (R)
3. Chuck Fleischmann (R)
4. Scott DesJarlais (R)
5. Jim Cooper (D)
6. John Williams Rose (R)
7. Mark E. Green (R)
8. David Kustoff (R)
9. Steve Cohen (D)

Texas
1. Louie Gohmert (R)
2. Dan Crenshaw (R)
3. Van Taylor (R)
4. Pat Fallon (R)
5. Lance Gooden (R)
6. Ron Wright (R) (bis 7. Februar 2021)
7. Jake Ellzey (R) (seit 30. Juli 2021)
8. Lizzie Fletcher (D)
9. Kevin Brady (R)
10. Al Green (D)
11. Michael McCaul (R)
12. August Pfluger (R)
13. Kay Granger (R)
14. Ronny Jackson (R)
15. Randy Weber (R)
16. Vicente González (D)
17. Veronica Escobar (D)
18. Pete Sessions (R)
19. Sheila Jackson Lee (D)
20. Jodey Arrington (R)
21. Joaquín Castro (D)
22. Chip Roy (R)
23. Troy Nehls (R)
24. Tony Gonzales (R)
25. Beth Van Duyne (R)
26. Roger Williams (R)
27. Michael C. Burgess (R)
28. Michael Cloud (R)
29. Henry Cuellar (D)
30. Sylvia Garcia (D)
31. Eddie Bernice Johnson (D)
32. John Carter (R)
33. Colin Allred (D)
34. Marc Veasey (D)
35. Filemon Vela junior (D) (bis 31. März 2022)
36. Mayra Flores (R) (seit 21. Juni 2022)
37. Lloyd Doggett (D)
38. Brian Babin (R)

Utah
1. Blake Moore (R)
2. Chris Stewart (R)
3. John R. Curtis (R)
4. Burgess Owens (R)

Vermont
1. Peter Welch (D)

Virginia
1. Rob Wittman (R)
2. Elaine Luria (D)
3. Bobby Scott (D)
4. Donald McEachin (D)
5. Bob Good (R)
6. Ben Cline (R)
7. Abigail Spanberger (D)
8. Don Beyer (D)
9. Morgan Griffith (R)
10. Jennifer Wexton (R)
11. Gerry Connolly (D)

Washington
1. Suzan DelBene (D)
2. Rick Larsen (D)
3. Jaime Herrera Beutler (R)
4. Dan Newhouse (R)
5. Cathy McMorris Rodgers (R)
6. Derek Kilmer (D)
7. Pramila Jayapal (D)
8. Kim Schrier (D)
9. Adam Smith (D)
10. Marilyn Strickland (D)

West Virginia
1. David McKinley (R)
2. Alex Mooney (R)
3. Carol Miller (R)

Wisconsin
1. Bryan Steil (R)
2. Mark Pocan (D)
3. Ron Kind (D)
4. Gwen Moore (D)
5. Scott L. Fitzgerald (R)
6. Glenn Grothman (R)
7. Tom Tiffany (R)
8. Mike Gallagher (R)

Wyoming
1. Liz Cheney (R)

## Nicht stimmberechtigte Abgeordnete
Im Repräsentantenhaus sitzen insgesamt sechs nicht stimmberechtigte Delegierte aus den amerikanischen Territorien und dem Bundesdistrikt.
Amerikanisch-Samoa
- Amata Coleman Radewagen (R)

District of Columbia
- Eleanor Holmes Norton (D)

Guam
- Michael San Nicolas (D)

Puerto Rico
- Jenniffer González (R und PNP)

Amerikanische Jungferninseln
- Stacey Plaskett (D)

Nördliche Marianen
- Gregorio Sablan (I)